# Fällfors
Fällfors este o arie protejată (arie specială de conservare — SAC, sit de importanță comunitară — SCI) din Suedia întinsă pe o suprafață de 1,1 ha, integral pe uscat.

## Localizare
Centrul sitului Fällfors este situat la coordonatele 63°58′54″N 19°40′16″E / 63.9816°N 19.6712°E.

## Înființare
Situl Fällfors a fost declarat sit de importanță comunitară în decembrie 1998 pentru a proteja 1 specie de plante. Situl a fost protejat și ca arie specială de conservare în martie 2011.

## Biodiversitate
Situată în ecoregiunea boreală, aria protejată conține 1 habitat natural: Păduri fino-scandinave bogate în ierburi cu Picea abies.
La baza desemnării sitului se află o specie protejată de  plante: Calypso bulbosa.